# Majed Abusidu
Majed Abusidu (arabe : ماجد أبو سيدو), né le 1er novembre 1985 en Palestine, est un footballeur professionnel palestinien évoluant au poste de défenseur. Il joue actuellement pour le club koweïtien d'Al Tadamon Farwaniya.

## Biographie
Il a pour l'instant joué toute sa carrière dans le championnat du Koweït de football, le pays où il s'est expatrié.